# 1825
1825. је била проста година.

## Догађаји

### Јануар
- 27. јануар — Амерички конгрес је одобрио стварање Индијанске територије (у данашњој Оклахоми), отворивши пут пресељавању Индијанаца у источном делу САД кроз Пут суза.

### Фебруар
- 9. фебруар — Пошто ниједан председнички кандидат није освојио већину електорских гласова на изборима 1824., Представнички дом је изабрао Џона Квинсија Адамса за председника САД.
- 12. фебруар — Крики су предали америчкој влади своје последње земље у Џорџији по споразуму из Индијан Спрингса и одселили се на запад.
- 28. фебруар — Русија и Велика Британија потписале уговор којим је одређена граница између Аљаске и Канаде.

### Март
- 4. март — Џон Квинси Адамс је инаугурисан за 6. председника САД.

### Мај
- 5. мај — Ђурђевска скупштина у Крагујевцу (1825)
- 27. мај — Изванредна скупштина у Крагујевцу

### Септембар
- 27. септембар — Првом у свету јавном железничком пругом Дарлингтон-Стоктон, у североисточној Енглеској, кренуо је воз с првом парном локомотивом, којом је управљао њен конструктор Џорџ Стивенсон.

### Децембар
- 26. децембар — Побуна декамбриста. Неуспели државни удар који су предводили либерални војни и политички дисиденти против Руског царства. Одиграо се у Санкт Петербургу, након смрти цара Александра I. Александров брат и претпостављени наследник велики кнез Константин Павлович  се одрекао свог права на престо две године пре Александрове изненадне смрти 1. децембра. Следећи у реду наслеђивања био је млађи брат Николај, који ће ступити на престо као цар Николај I. Ни руска влада ни шира јавност у почетку нису биле свесне Константиновог одрицања, и као резултат тога, делови војске су прерано положили заклетву лојалности Константину. Опште полагање заклетве верности правом цару Николају било је заказано за 26. децембар[1].

## Рођења

### Јануар
- 16. јануар — Џорџ Пикет, амерички генерал

### Април
- 4. април — Ђуро Даничић, српски научник и филолог (†1882)

### Мај
- 4. мај — Томас Хаксли, енглески биолог
- 11. мај — Адолфо Вебер Ткалчевић, хрватски филолог и књижевник

### Октобар
- 25. октобар — Јохан Штраус Млађи, аустријски композитор

### Децембар
- 2. децембар — Педро II од Бразила, цар Бразила

## Смрти

### Август
- 1. децембар — Александар I Романов, руски цар. (*1777)
- 29. децембар — Жак-Луј Давид, француски сликар.